# Xylotrechus majeri
Xylotrechus majeri är en skalbaggsart som beskrevs av Holzschuh 2003. Xylotrechus majeri ingår i släktet Xylotrechus och familjen långhorningar. Inga underarter finns listade i Catalogue of Life.